# Christian von Ditfurth
Christian von Ditfurth (né le 14 mars 1953 à Wurtzbourg) est un historien et écrivain allemand qui vit en tant qu'auteur indépendant à Ahrensbök.

## Biographie
Journaliste à l'hebdomadaire der Spiegel il y écrit de nombreux articles.
Il est l'auteur du roman d'histoire alternative Le Mur tient le long du Rhin (Die Mauer steht am Rhein)
Il est le fils du médecin et vulgarisateur scientifique Hoimar von Ditfurth et de la photographe Heilwig von Raven. Sa sœur est Jutta Ditfurth. 

## Œuvres traduites en français
- Mann ohne Makel. Stachelmanns erster Fall (Kiepenheuer und Witsch, 2002)  (ISBN 3-462-03126-0) (Kiepenheuer und Witsch, 2004)  (ISBN 3-462-03389-1)Publié en français sous le titre Un Homme irréprochable : La première enquête criminelle de Stachelmann, traduit par Jacqueline-Thérèse Chambon, Editions Jacqueline Chambon, 2006  (ISBN 978-2-8771-1308-3)
- Mit Blindheit geschlagen. Stachelmanns zweiter Fall. (Kiepenheuer und Witsch, 2004)  (ISBN 3-462-03416-2) (Kiepenheuer und Witsch, 2006)  (ISBN 3-462-03659-9)Publié en français sous le titre Frappé d'aveuglement : La deuxième enquête criminelle de Stachelmann, traduit par Jacqueline-Thérèse Chambon, Editions Jacqueline Chambon, 2007  (ISBN 978-2-7427-6854-7)